# البزورية
البزورية  هو سوق تاريخي يقع إلى الجنوب من الجامع الأموي في دمشق.  يضم السوق العديد من الخانات التاريخية والمباني والمتاجر التي تبيع مواد العطارة والزهورات الشامية والأعشاب التي تستخدم في الطب الشعبي العربي ولهذا السوق شهرة عبر التاريخ.
إضافة إلى بيع العطارة والتوابل كذلك تباع في السوق أنواع من السكاكر والحلويات المتنوعة والمصنوعات والفواكه المجففة والصابون (صابون زيت الزيتون وصابون الغار السوري الشهير).
تمتد البزورية بين قصر العظم وسوق الصاغة القديم شمالا، إلى سوق مدحت باشا مقابل فتحة حارة مئذنة الشحم جنوباً، ومن ثم ينعطف شرقاً ليضم إليه قسماً من الشارع المستقيم وسوق مدحت باشا. وهو مغطىً بساتر قوسي معدني من شماله وحتى جنوبه، وهو ما زال منذ تأسيسه تتخصص حوانيته ببيع الأعشاب الطبية والبزورات والفواكه المجففة والتوابل والشموع والسكاكر والشوكولاتة والملبّس الدمشقي الشهير الذي يباع بكثرة في مناسبات الأعراس والموالد النبوية. وقد توارثت هذه الحوانيت عائلات دمشقية قديمة ما زال أحفادها يستثمرون هذه المحلات ويشغلونها بنفس تجارة آبائهم وأجدادهم. ولذا ما زال هذا السوق العريق يجسد مقولة السائح البريطاني بورتر - الذي زار دمشق في القرن التاسع عشر- فقال عن أسواقها: «من الممتع التجول في هذه الأسواق ومشاهدة أنواع البضائع والشيء المميز لهذه الأسواق هو تخصص كل سوق ببيع بضائع خاصة ومتخصصة». هذا السوق عُرف في السابق باسم سوق القمح، ثم سوق الدهيناتية، إذ كانت تصنع فيه سائر الدهون كدهن اللوز، ومن ثم عرف باسم العطارين لأنه كانت تباع فيه العطور المستخرجة من الورود الدمشقية وكذلك الأعشاب العطرية للعلاج الشعبي. في ما بعد أخذ اسمه الحالي.. البزورية. ويضم السوق إلى جانب حوانيته الصغيرة نسبياً أجمل منشأتين معماريتين قديمتين في دمشق هما: خان أسعد باشا، أكبر وأكمل خانات دمشق القديمة وأجمل خانات الشرق الأوسط، وحمام نور الدين الشهيد، أشهر حمام دمشقي ما زال يستقبل الراغبين في الاستحمام بحمامات السوق بتقاليدها المعروفة وبين نظامها العريق من «براني» و«وسطاني» و«جواني»! ولعلّ شهرة سوق البزورية الحالية، خاصة بين سكان دمشق وزوارها العرب بشكل خاص، تأتي من وجود عشرات المحلات المتخصصة بتحضير وبيع الأعشاب الطبية التي تلقى رواجاً كبيراً بين السوريين. ويبرّر محمود الميداني «أبو أكرم»، أحد المتخصصين بالأعشاب الطبية وتحضيرها من خلال استثمار محل في البزورية، التهافت الكبير والشعبية التي تكتسبها الأعشاب الطبية كطب بديل وشعبي رخيص التكلفة قياساً بالطب الدوائي الحديث بـ«الفوائد الحقيقية التي يحققها استخدام هذه الأعشاب من قبل المرضى». «فمن خلال التجربة تأكد كثيرون حسب قوله من فوائد هذه الأعشاب التي أوصى بالتداوي بها أجدادنا منذ مئات السنين، خاصة أن الأرض السورية بباديتها وجبالها وسواحلها غنية بمثل هذه الأعشاب». ومما يذكر أنه حسب إحصائيات علمية نشرت أخيراً في دمشق هناك 3646 نوعاً من النباتات الطبية موجودة في البيئة السورية. وإذا كان سوق البزورية بواقعه الحالي يضم عشرات التجار العاملين في مجال الأعشاب الطبية، فإن هناك عائلات توارثت هذه المهنة منذ مئات السنين أباً عن جد، ومنها عائلة دركل المعروفة في سوق البزورية. فعلى الرغم من أن أبناءها درسوا في الجامعات وفي اختصاصات متنوعة علمية وأدبية، فإنهم تفرغوا للعمل في مهنة الأجداد وهي تحضير الأعشاب الطبية وبيعها.